# Osmia aeruginosa
Osmia aeruginosa är en biart som beskrevs av Warncke 1988. Den ingår i släktet murarbin och familjen buksamlarbin. Inga underarter finns listade i Catalogue of Life.

## Beskrivning
Arten är en relativt nyupptäckt art; hanen var länge okänd. Artens grundfärg är mörk, hos honan vanligtvis mattsvart, hos hanen vanligen metalliskt mörkgrön. Honan har orangefärgade hårtussar på clypeus undre kant. Behåringen är ljus, hos honan vit i ansiktet och på bakkroppen, hos hanen vit endast på bakkroppsspetsen. Hanen är omkring 12 mm lång, honan något större.

## Utbredning
Osmia aeruginosa har påträffats i Grekland, Turkiet och Iran. Utbredningen är kraftigt fragmenterad.

## Ekologi
Litet är känt om arten, men den antas leva i medelhavsliknande buskmark. Arten är polylektisk, den flyger till blommande växter från många olika familjer. Pollen hämtas från grobladsväxter och troligen också ärtväxter. I Iran har hanar påträffats på ärtväxter och gurkört (i familjen strävbladiga växter).
Som alla murarbin är arten solitär (icke-social); honan ansvarar själv för ungarnas omsorg.